# Mirtché Atsev
Pour les articles homonymes, voir Atsev.
Mirtché Atsev (en macédonien Мирче Ацев) est un village du sud-ouest de la Macédoine du Nord, situé dans la municipalité de Krivogachtani. Le village ne comptait aucun habitant en 2002. 